# 傑諾山 (里拉山脈)
42°11′48″N 23°36′12″E / 42.19667°N 23.60333°E

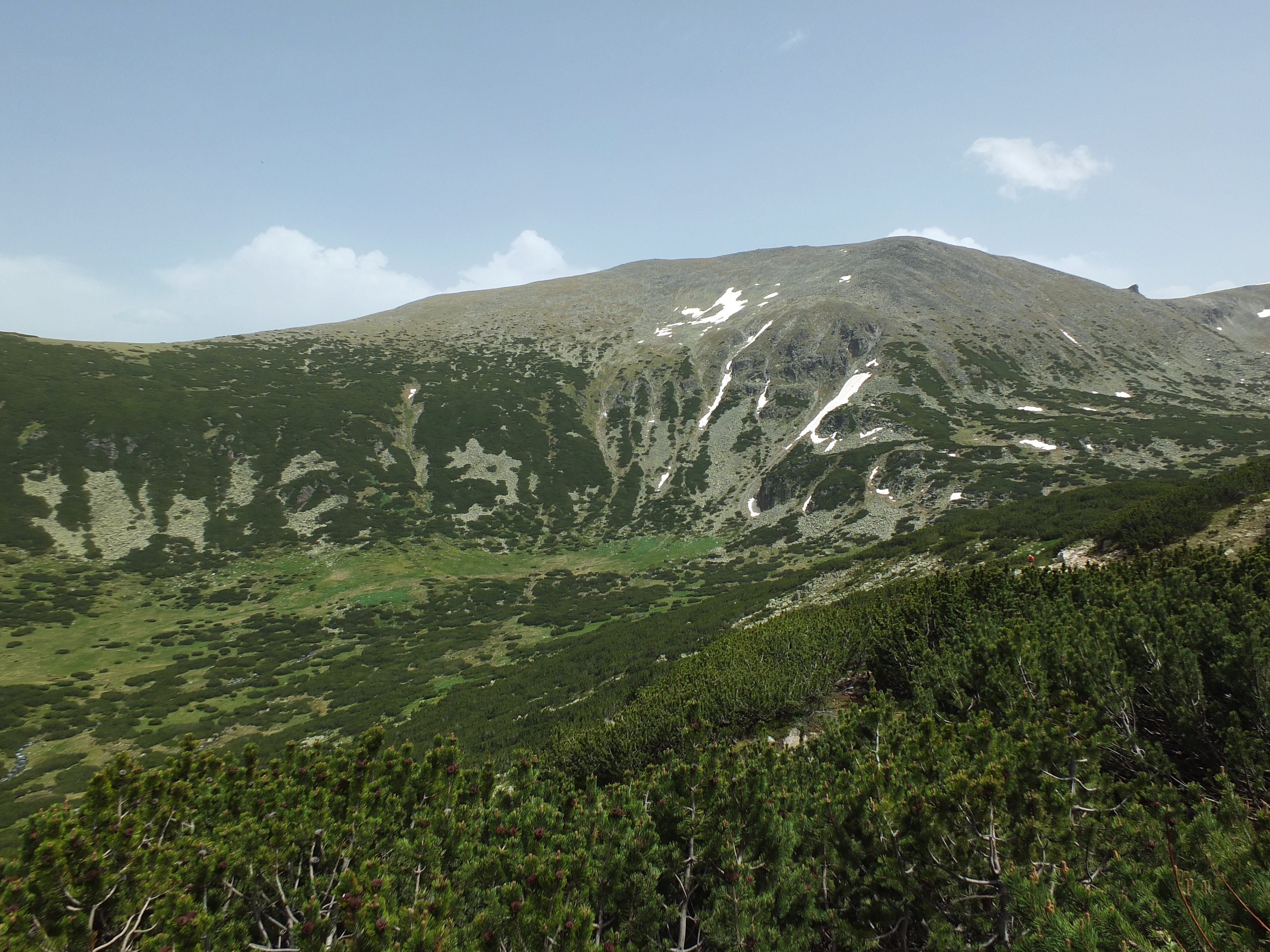

傑諾山是保加利亞的山峰，位於該國西南部，屬於里拉山脈的一部分，海拔高度2,790米，是該山脈第四高峰，山體由片麻岩所組成。